# Hashimoto Takuto
Takuto Hashimoto (橋本拓門 Hashimoto Takuto, sinh ngày 11 tháng 4 năm 1991) là một cầu thủ bóng đá người Nhật Bản thi đấu cho Fukushima United FC.

## Thống kê câu lạc bộ
Cập nhật đến ngày 23 tháng 2 năm 2018.
| Thành tích câu lạc bộ | Thành tích câu lạc bộ | Thành tích câu lạc bộ | Giải vô địch | Giải vô địch | Cúp                   | Cúp                   | Tổng cộng | Tổng cộng |
| Mùa giải              | Câu lạc bộ            | Giải vô địch          | Số trận      | Bàn thắng    | Số trận               | Bàn thắng             | Số trận   | Bàn thắng |
| Nhật Bản              | Nhật Bản              | Nhật Bản              | Giải vô địch | Giải vô địch | Cúp Hoàng đế Nhật Bản | Cúp Hoàng đế Nhật Bản | Tổng cộng | Tổng cộng |
| --------------------- | --------------------- | --------------------- | ------------ | ------------ | --------------------- | --------------------- | --------- | --------- |
| 2014                  | Fukushima United FC   | J3 League             | 31           | 2            | 1                     | 0                     | 32        | 2         |
| 2015                  | Fukushima United FC   | J3 League             | 35           | 1            | 1                     | 0                     | 36        | 1         |
| 2016                  | Fukushima United FC   | J3 League             | 21           | 0            | 2                     | 0                     | 23        | 0         |
| 2017                  | Fukushima United FC   | J3 League             | 32           | 1            | –                     | –                     | 32        | 1         |
| Tổng                  | Tổng                  | Tổng                  | 119          | 4            | 4                     | 0                     | 123       | 4         |